# Нранян, Ара Рудикович
А́ра Ру́дикович Нраня́н (арм. Արա Նռանյան, 15 октября 1973, Ереван) — член Коллегии (Министр) Евразийской экономической Комиссии (со 2 января 2015 года). депутат парламента Армении.

## Биография

### Образование
В 1995 году окончил отделение «Бухгалтерский учёт, контроль и анализ хозяйственной деятельности» финансово-учётного факультета Ереванского института народного хозяйства. Экономист. Кандидат экономических наук. Тема диссертации — «Экономические проблемы развития гражданской авиации Республики Армения».

### Карьера
С 1990 года счетовод в кооперативе «Сантехник». С 1992 года — член партии «Дашнакцутюн». В 1993—1994 годах — соавтор и ведущий молодежно-музыкальных передач на армянском телевидении. В 1997—2000 годах — специалист 1 категории отдела тарификации и анализа, специалист 1 категории отдела сертификации и лицензирования, затем главный специалист Инспекции по безопасности полетов Главного управления гражданской авиации Республики Армения. В 2000—2001 годах — начальник отдела распоряжения государственной долей имущества Министерства управления государственным имуществом Армении. В 2001—2004 годах — начальник отдела анализа и разработки стратегических программ Главного управления гражданской авиации Республики Армения. С 2004 года — советник бюро «Дашнакцутюн» по экономическим вопросам.
В 2007—2012 годах — депутат Национального собрания Армении. Член партии «Дашнакцутюн».
Со 2 января 2015 года по 31 января 2016 года— член Коллегии (Министр) Евразийской экономической Комиссии.
10 марта 2016 года указом Президента Армении назначен заместителем председателя Контрольной палаты Республики Армения.
Преподаватель государственного экономического университета Армении. Автор ряда научных, публицистических и аналитических статей. Имеет классный чин советника гражданской службы второго класса.

## Награды
- Медаль «За вклад в развитие Евразийского экономического союза» (29 мая 2019 года, Высший Евразийский экономический совет)[2].